# Großer Preis von Luxemburg 1950

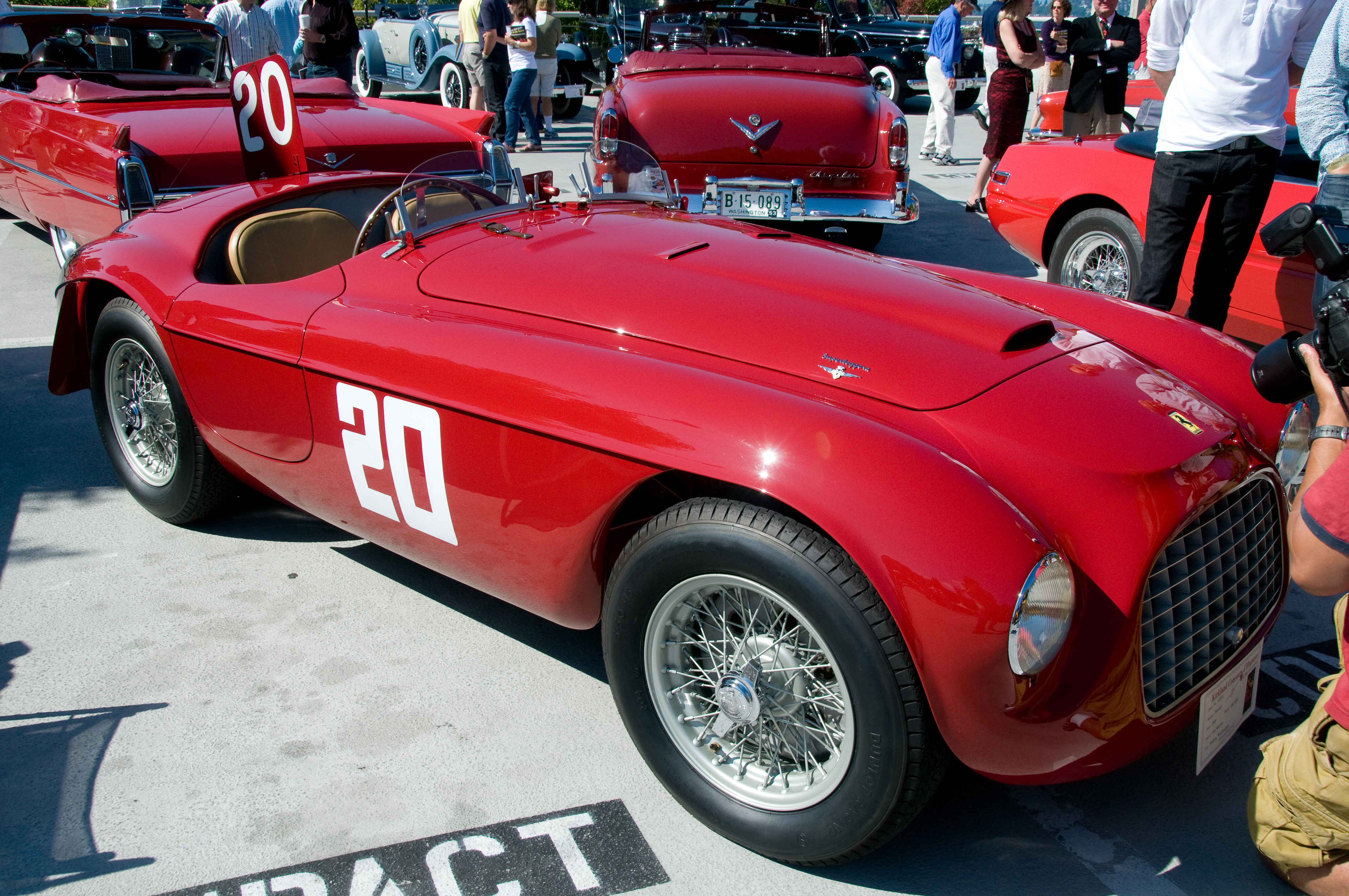
Pilotierte einen 166MM Barchetta zum Sieg; Alberto Ascari

Der Große Preis von Luxemburg 1950, auch GP de Luxembourg, fand am 18. Mai auf der Rennstrecke Findel in der Nähe von Luxemburg statt. Das Rennen zählte zu keiner Rennserie.

## Das Rennen
Wie im Vorjahr siegte auch 1950 ein Werks-Ferrari beim Großen Preis von Luxemburg. Nach dem Erfolg von Luigi Villoresi 1949 siegte 1950 Alberto Ascari bei diesem Sportwagenrennen. Hinter Ascari und Villoresi beendete der Belgier Jacques Swaters das Rennen als Dritter der Gesamtwertung.

## Ergebnisse

### Schlussklassement
| Pos.        | Klasse | Nr. | Team             | Fahrer          | Fahrzeug      | Runden |
| ----------- | ------ | --- | ---------------- | --------------- | ------------- | ------ |
| 1           | S 2.0  | 11  | Scuderia Ferrari | Alberto Ascari  | Ferrari 166MM | 55     |
| 2           | S 2.0  | 10  | Scuderia Ferrari | Luigi Villoresi | Ferrari 166MM | 55     |
| 3           | S 2.0  | 2   | Ecurie Belgique  | Jacques Swaters | Veritas RS    | 52     |
| 4           | S 2.0  |     | Herman Roosdorp  | Herman Roosdorp | Ferrari 166MM | 52     |
| 5           | S 2.0  |     |                  | Oscar Moore     | OBM           | 52     |
| 6           | S 2.0  |     |                  | Marcel Balsa    | Veritas       | 51     |
| 7           | S 2.0  |     |                  | André Pilette   | Frazer-Nash   | 49     |
| 8           | S 2.0  |     |                  | Paul Ries       | Bugatti       | 42     |
| Ausgefallen |        |     |                  |                 |               |        |
| 9           | S 2.0  |     |                  | Ron Willis      | BMW           |        |
| 10          | S 2.0  |     |                  | Emile Cornet    | Veritas RS    |        |
| 11          | S 2.0  |     |                  | Honoré Wagner   | Veritas RS    |        |
| 12          | S 2.0  |     |                  | Roger Laurent   | Veritas RS    |        |

Quellen:

### Nur in der Meldeliste
Zu diesem Rennen sind keine weiteren Meldungen bekannt.

### Klassensieger
| Klasse | Fahrer         | Fahrzeug    | Platzierung im Gesamtklassement |
| ------ | -------------- | ----------- | ------------------------------- |
| S 2.0  | Alberto Ascari | Ferrari 166 | Gesamtsieg                      |

### Renndaten
- Gemeldet: 12
- Gestartet: 12
- Gewertet: 8
- Rennklassen: 1
- Zuschauer: unbekannt
- Wetter am Renntag: unbekannt
- Streckenlänge: 3,763 km
- Fahrzeit des Siegerteams: 1:41:23.800 Stunden
- Gesamtrunden des Siegerteams: 55
- Gesamtdistanz des Siegerteams: 207,000 km
- Siegerschnitt: 122,517 km/h
- Schnellste Trainingszeit: Alberto Ascari - Ferrari 166MM (10#)
- Schnellste Rennrunde: Alberto Ascari - Ferrari 166MM (10#) und Luigi Villoresi - Ferrari 166MM (11#) - 1.43.000 = 131,560 km/h
- Rennserie: zählte zu keiner Rennserie